# Cloisonée
El cloisonné o esmalt alveolat és una tècnica utilitzada per a decorar metalls com el coure, l'or o la plata, mitjançant incrustació de gemmes, vidres, perles, etc., o aplicant esmalts de colors a força de separar-los en compartiments còncaus.
Els pobles germànics, i especialment els visigots, solien encastar caboixons i perles en planxes de metall preciós, allotjant-les en alvèols (concavitats).
Per a fixar els elements decoratius, ja fora esmalt o un altre element: 
- Primer s'elaborava la xarxa d'alvèols, que es realitzava amb fi fil d'or o plata que en fondre's en el forn deixava la superfície compartimentada.
- Una vegada obtinguda la base, s'aplicaven esmalts diferents a cada àrea delimitada o es fixaven les gemmes envoltant-les amb fil d'or o plata que,
- Una vegada en la mufla (forn de baixa temperatura), se soldava i donava solidesa.

Mitjançant aquesta tècnica es van realitzar fíbulas, anells, pendents, o les riques corones votives del Tresor de Guarrazar.
No obstant això, no es pot parlar en tots els casos de l'encast de joies visigodes de cloisonné en el sentit estricte, ja que hauríem de parlar de champlevé, tècnica molt semblant, però que s'ajuda de clivelles o buits per a fixar millor els elements.
El cloisonné és una tècnica molt antiga, utilitzada ja a l'Egipte faraònic i desenvolupada fins i tot a la Xina, on es van decorar bells bronzes i altres metalls. Però no es tracta d'una tècnica morta, ja que es continua usant tant en joieria com en ornamentació industrial, com es comprova en els diversos logotips de cotxes i motos hui dia.
ESCUELA DE ARTE TALAVERA DE LA REINA